# Monsignor
Monsignor (tudi Monseigneur ali slov. Monsinjor, [monsinjór]) je častni naziv duhovnikov, škofov in nadškofov v rimsko-katoliški cerkvi. Naziv izhaja iz francoskega »mon seigneur«, s pomenom »moj Gospod«. Okrajšava je Mgr., Mons. ali Msgr. Ta naziv zaslužnim duhovnikom podeli papež. Drugi častni naziv je prelat, vsi prelati prejmejo tudi naziv monsinjorja.